# 维奥雷尔·塔拉潘
维奥雷尔·塔拉潘（羅馬尼亞語：Viorel Talapan，1972年2月25日—），罗马尼亚男子赛艇运动员。他曾代表罗马尼亚参加1992年、1996年和2000年夏季奥林匹克运动会赛艇比赛，获得一枚金牌和一枚银牌。